# 3分の男
3分の男(英語:Three minute men)とは、第二次世界大戦中の1941年12月から1944年9月まで存在した、アメリカ合衆国ホノルル港近くのホテルストリートにあった半合法の慰安所の常連の兵士の事である。ホノルルで戒厳令が敷かれた後、地元警察の汚職と規制は廃れ、3ドルという価格が軍当局によって設定された。ホテルストリートの建設には、米軍、ハワイ準州政府、ハワイ警察が携わり、ホテルストリート沿いのホテルでは兵士は部屋で消毒液で自分たちの下半身を洗い、その後女性が部屋に入り兵士がコンドームを装着し3分で事を済ました。この事から、ホテルの常連は「3分の男」と呼ばれるようになった。それから、この通りは「lubed, screwed  and tattooed」と呼ばれるようになり、そのホテルの売春婦は1日に100人もの相手をした。